# 費爾班克斯鎮區 (明尼蘇達州聖路易斯縣)
費爾班克斯鎮區（英語：Fairbanks Township）是位於美國明尼蘇達州聖路易斯縣的一個行政鎮區。

## 地方資料
費爾班克斯鎮區的面積為186.44平方千米，當中陸地面積為181.45平方千米，而水域面積為4.99平方千米。根據2020年美國人口普查的數據，當地共有人口66人，而人口密度為每平方千米0.35人。